# 袁晟
袁晟，浙江山阴人，明朝政治人物、進士出身。

## 生平
天順八年，登甲申科進士，历仕陝西道監察御史。